# Merlo (Unternehmen)
Merlo S.p.A. ist ein italienisches Unternehmen, das Baumaschinen, Landmaschinen, Kommunalfahrzeuge und Anbaugeräte herstellt. Das wichtigste Produkt stellen Teleskoplader in unterschiedlichen Leistungs- und Größenklassen dar. Mit über 500 Millionen Euro Umsatz (2021) und über 48.000 Teleskoplader im weltweiten Einsatz ist Merlo eines der größten italienischen Unternehmen dieser Art.
Neben dem Firmensitz in der norditalienischen Gemeinde Cervasca existieren Niederlassungen in Deutschland (Bremen), Spanien, Frankreich, England und Australien (Perth).

## Geschichte
Das Unternehmen wurde 1911 im nordwestitalienischen Cuneo gegründet und befasste sich zunächst mit der Herstellung von Schmiedeeisen und Stahlteilen. Nach dem Umzug aus Platzgründen nach Cervasca (Ortsteil San Defendente) begann Merlo 1964 mit der Produktion von Baumaschinen. Das waren zunächst Dreiseiten-Kleindumper und Selbstladebetonmischer, bis 1970 auch noch die Fertigung von geländegängigen Gabelstaplern aufgenommen wurde.
1982 brachte die Firma den ersten Stapler mit Teleskophubarm, den SM30, eine Maschine mit 3.000 kg maximaler Tragfähigkeit, einer größten Hubhöhe von 8 Metern und einer Ausladung von maximal 2,8 Metern auf den Markt. Bald kam der SM50 hinzu, der 5.000 kg tragen konnte und eine Hubhöhe von 11 Metern sowie eine Ausladung von 3,8 Metern erreichte. Diese Maschinen wurden auch auf dem internationalen Markt angeboten.
1987 brachte Merlo seine erste Panoramic-XS-Teleskopmaschine auf den Markt, die vor allem durch den Semistarrrahmen mit stufenloser Verschwenkbarkeit, Mittel-Unterflurmotor, sehr tief liegendes Hubarm-Hauptgelenk, serienmäßige Schnellwechseleinrichtung zur Ausrüstungsänderung, dreifach variable Allradlenkung, stufenlos regelbarer, hydrostatischer und permanenter Allradantrieb, Abstützungen und komfortable Großraumkabine, Maßstäbe in diesem Bereich setzte. Parallel dazu wurden in der Merlo-Gruppe Arbeitsausrüstungen entwickelt, mit deren Hilfe sich das Einsatzgebiet der Teleskopmaschinen nachhaltig erweiterte.
Seit 1989 ist das Unternehmen auch in Deutschland tätig und stellte auf der internationalen Baufachmesse Bauma 1992 den ersten artikuliert aufgebauten Roto-Teleskoplader mit schwenkbarem Oberwagen aus. In der Folgezeit wurden die Panoramic- und Roto-Baumaschinenfamilien weiterentwickelt und verschiedene Spezialmaschinen für die Land- und Forstwirtschaft erarbeitet. 2001 präsentierte Merlo den Multifarmer, eine Kombination aus Teleskoplader und Traktor. Mit Drei-Punkt-Aufhängung und Kraftheber am Heck wurde das Teleskop-Konzept mit einer Silbermedaille als Agritechnica-Neuheit prämiert. 2013 wurden auf der Bauma die Systemschlepper MM120MC, MM160MC und MM180MC vorgestellt.
2014 begann der Hersteller, seine Produktion auf Modulbauweise umzustellen. Als erstes wurden die in der Landwirtschaft stark verbreiteten Turbofarmer nach einem neuen modularen Design-Konzept modernisiert. Auf der bauma 2019 stellte Merlo seine im Bauwesen und bei Vermietern gängigen Panoramic- und Roto-Teleskoplader in Modulbauweise vor.

## Produkte
Das aktuelle Teleskopladerprogramm von Merlo umfasst fünf Modellserien – Kompakt, Panoramic, Turbofarmer, Multifarmer und Roto – mit mehr als 60 verschiedenen Maschinentypen. Ein Ausrüstungsprogramm ermöglicht die Abstimmung auf verschiedene Arbeiten, für die sonst Spezialmaschinen zum Einsatz kommen. Die Produktpalette der Firma umfasst außerdem eine Familie leichter Raupentransporter (Cingo).

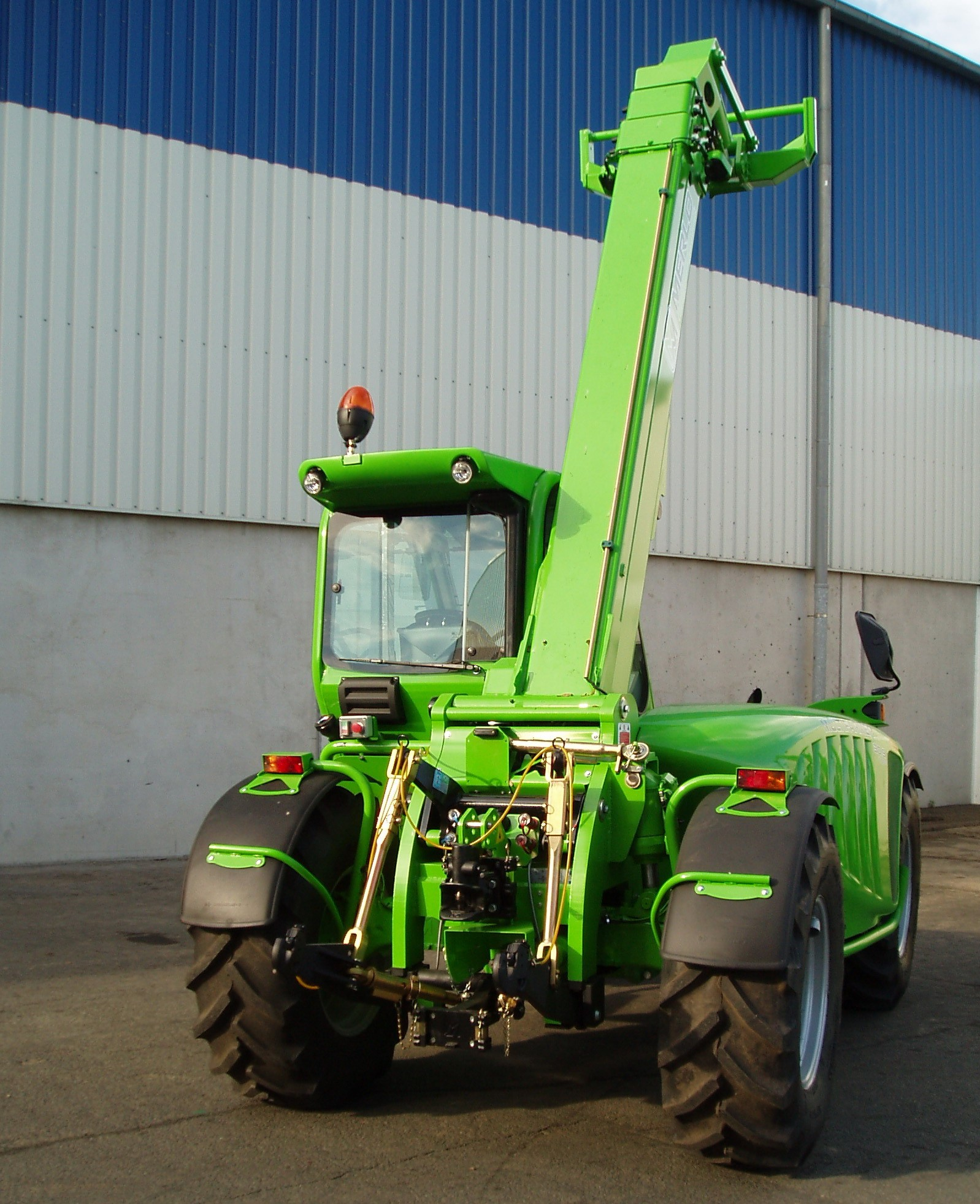
Multifarmer, Kombination aus Teleskoplader und Traktor
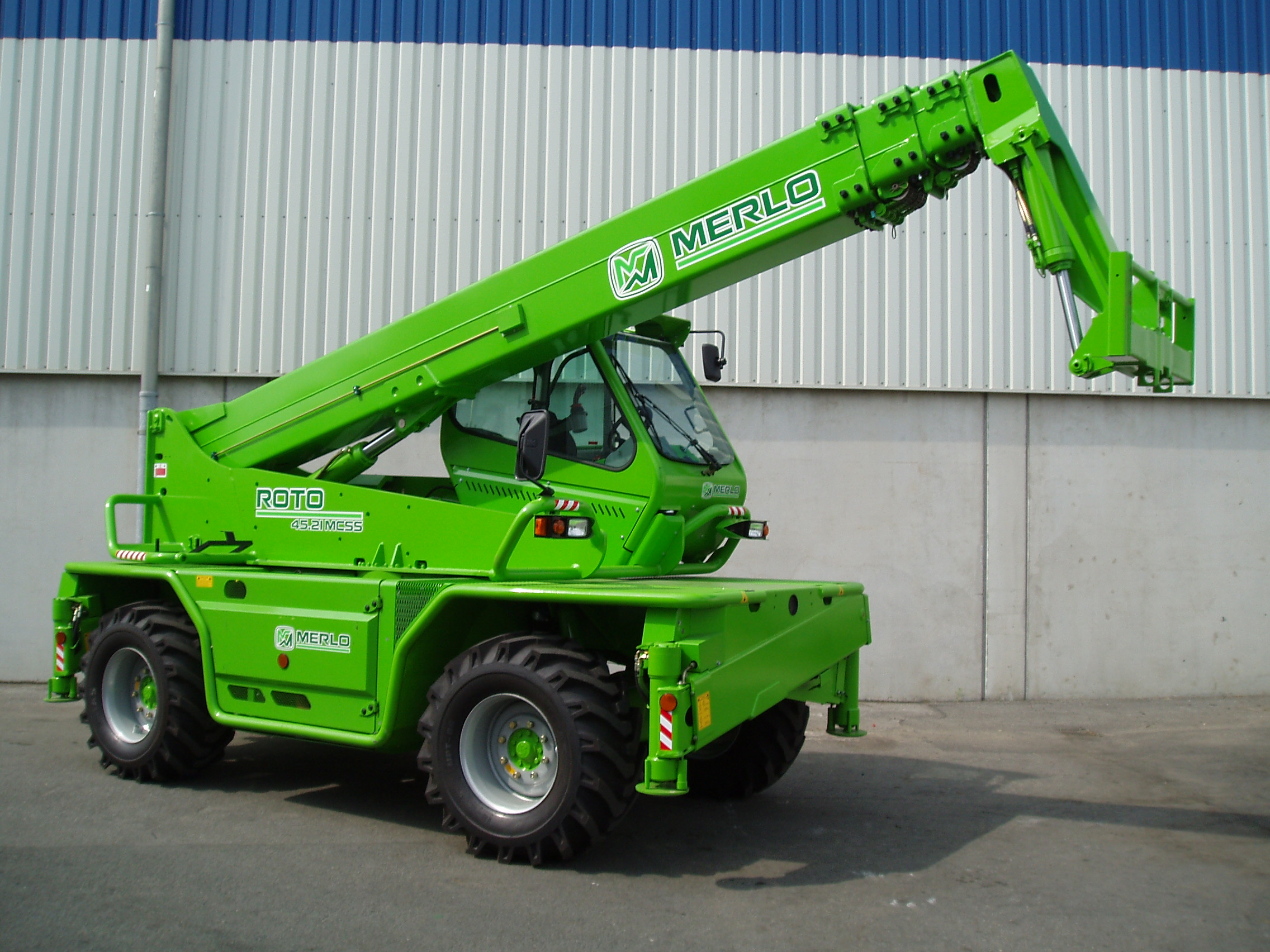
Roto 45.21 MCSS mit endlos drehbarem Oberwagen
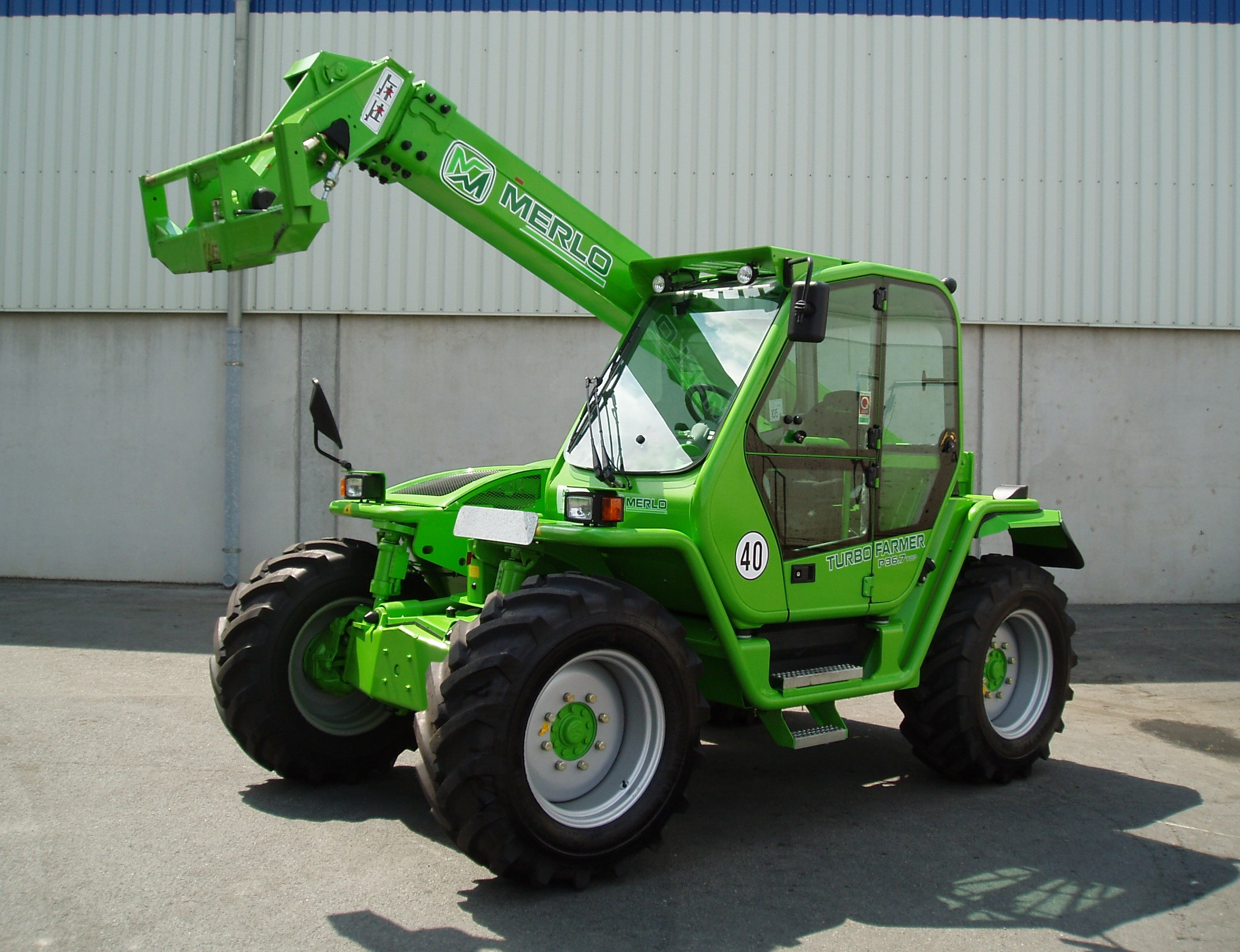
Turbofarmer-Serie mit 3,4–4,1 t Hubkraft und 7–10 m Hubhöhe
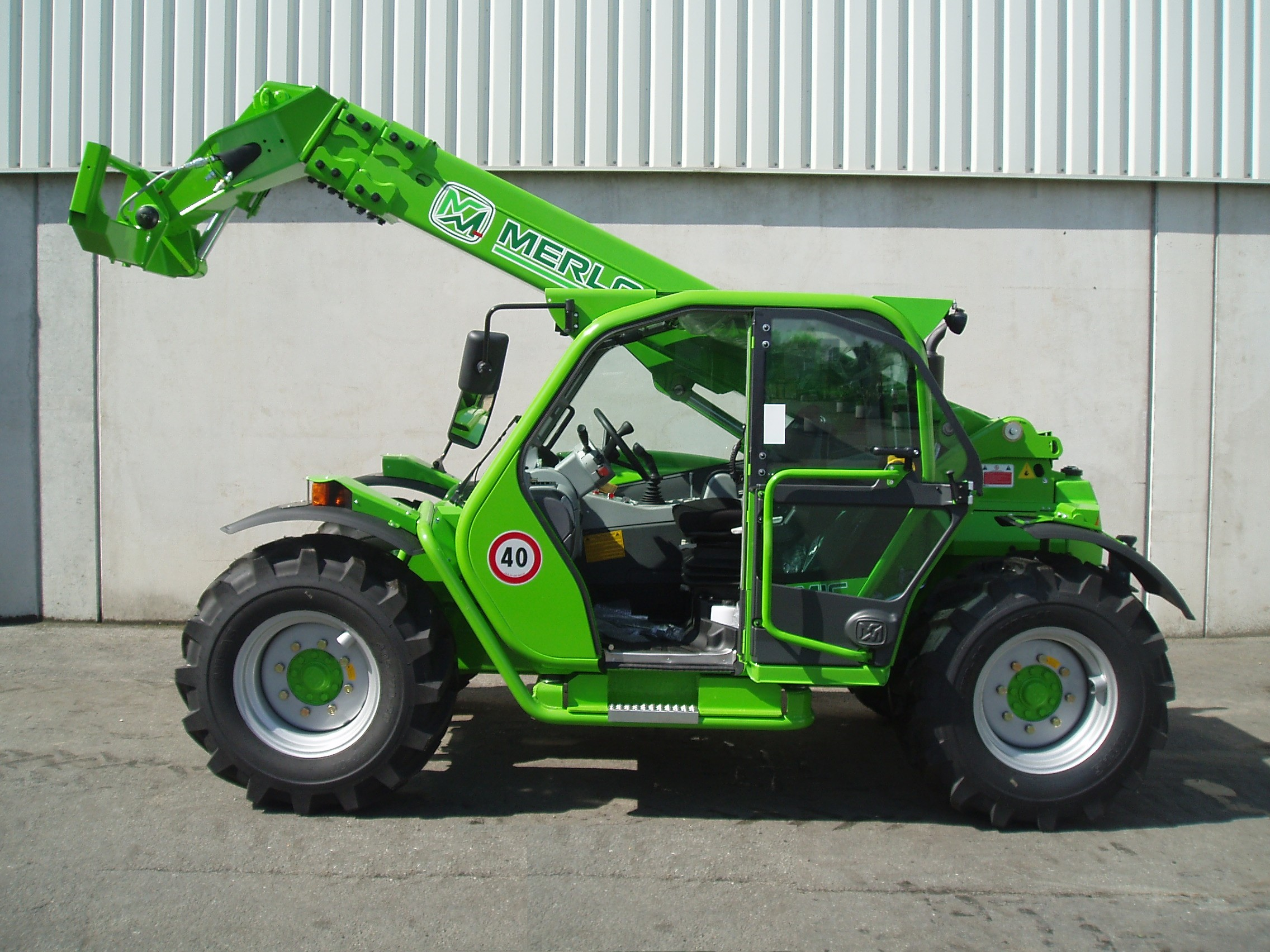
Kompaktmaschine P 28.8 L mit 2 m Maschinenhöhe